# Randugenengan
Randugenengan is een bestuurslaag in het regentschap Mojokerto van de provincie Oost-Java, Indonesië. Randugenengan telt 2743 inwoners (volkstelling 2010).